# Jérémie Luvovadio
Jérémie Luvovadio (Charleroi, 20 maart 2001) is een Belgisch voetballer die sinds januari 2023 uitkomt voor SC Kafr Qasim.

## Carrière
Luvovadio ruilde in 2011 de jeugdopleiding van Sporting Charleroi voor die van RSC Anderlecht. In 2017 stapte hij over naar KAA Gent, drie jaar later koos hij voor Excel Moeskroen. In 2022 tekende hij bij de Israëlische eersteklasser Ihoud Bnei Sachnin, waar hij negen competitiewedstrijden speelde. Na een half seizoen stapte hij over naar de Israëlische tweedeklasser SC Kafr Qasim.

## Privé
- Zijn oudere broer Allan is ook voetballer.[2] Hij speelde in het verleden voor onder andere Racing Club Gent en komt sinds 2022 uit voor Solières Sport.